# Jaunutis
Jaunutis (wörtlich: Junger Mann, getauft auf den Namen Iwan,* um 1300; † nach 1366) war litauischer Großfürst nach dem Tod seines Vaters Gediminas 1341 bis zu seiner Entmachtung durch seine Brüder Algirdas und Kęstutis 1345.
Es gibt verschiedene Theorien, weshalb Gediminas Jaunutis, einen seiner mittleren Söhne, zu seinem Nachfolger bestimmte. Grund dafür könnte die dadurch hergestellte Ausgewogenheit zwischen dem Heidentum, vertreten durch Algirdas und Kęstutis, und der Orthodoxie, vertreten durch Narimantas, Karijotas und Liubartas, gewesen sein. Jaunutis wird von anderen für den ältesten Sohn der zweiten Frau Gediminas’ gehalten. Jaunutis wird erst nach Gediminas’ Tod in schriftlichen Quellen erwähnt.
Über die Jahre seiner Herrschaft ist wenig bekannt. Wegen der Schwäche des Livländischen Ordens unter ihrem Ordensmeister Ludolf König handelte es sich um vergleichsweise friedvolle Zeit. Seine Brüder waren unterdessen kämpferischer: Algirdas griff Moschaisk und den livländischen Orden an und verteidigte Pskow, Kęstutis unterstützte Liubartas bei dessen Kämpfen um die Nachfolge in Galizien-Wolhynien. Die Chronik von Bychowiec erwähnt, dass Jaunutis von Jewna, seiner mutmaßlichen Mutter unterstützt wurde. Diese starb um 1344 und bald danach verlor Jaunutis seinen Thron. Konkreter Auslöser könnte aber auch eine größere „Reise“ (Kreuzfahrt) des Deutschen Ordens 1345 gewesen sein. Narimantas half seinem Bruder, reiste zu Dschani Beg, dem Khan der Goldenen Horde, um mit diesem ein Bündnis gegen Algirdas und Kęstutis zu schmieden. Jaunutis wurde in Vilnius gefangen genommen, jedoch gelang ihm die Flucht nach Moskau zu seinem Schwager Simeon. Dort ließ er sich auf den Namen ‚Iwan‘ oder ‚Ioan‘ taufen, scheiterte jedoch im Unterfangen, Hilfe zu erlangen. Sowohl Jaunutis und Narimantas mussten sich Algirdas unterwerfen, Jaunutis wurde Fürst von Zasłaŭje (Saslauje). Man nimmt an, dass er etwa 1366 starb, da er zuletzt in einem Vertrag mit Polen von 1366 Erwähnung fand, nicht aber in einem Vertrag mit Livland von 1367. Jaunutis hatte zwei Söhne, Symeon Zaslawski und Michal Zaslawski. Michal herrschte über Zasłaŭje bis zu seinem Tod am 12. August 1399.